# The Annals of Thoracic Surgery
The Annals of Thoracic Surgery, abgekürzt Ann. Thorac. Surg., ist eine englischsprachige wissenschaftliche Fachzeitschrift, die vom Elsevier-Verlag im Auftrag der Society of Thoracic Surgeons und der Southern Thoracic Surgical Association veröffentlicht wird. Die Zeitschrift erscheint mit zwölf Ausgaben im Jahr. Es werden Arbeiten veröffentlicht, die sich mit der Chirurgie für Herz und Lunge beschäftigen.
Der Impact Factor lag im Jahr 2021 bei 5,113. Nach der Statistik des ISI Web of Knowledge wird das Journal mit diesem Impact Factor in der Kategorie Chirurgie an 58. Stelle von 492 Zeitschriften, in der Kategorie Atemwegssystem an 27. Stelle von 144 Zeitschriften und in der Kategorie Herz-Kreislaufsystem an 74. Stelle von 356 Zeitschriften geführt.